# 매튜 아킨
매슈 아킨(Matthew Arkin, 1959년 3월 21일 ~ )은 미국의 배우이다.
브루클린에서 태어났다.

## 출연 작품
- 날으는 가위들 (2009년)
- 마고 앳 더 웨딩 (2007년)
- 레이징 플래그 (2006년) - 엘든 퍼디 역
- 세컨드 베스트 (2004년)
- 라이어 라이어 (1997년)
- 독신녀 에리카 (1978년)

### 텔레비전
- 로앤오더: 범죄 전담반 (1991-2009)
- 로앤오더: 성범죄 전담반 (1999-2006)
- 레스큐 미 (2004)